# Trémoins
 Trémoins  es una población y comuna francesa, situada en la región de Franco Condado, departamento de Alto Saona, en el distrito de Lure y cantón de Héricourt-Ouest.

## Demografía
| 211 | 238 | 274 | 316 | 311 | 303 | 337 |
| Para los censos de 1962 a 1999 la población legal corresponde a la población sin duplicidades (Fuente: INSEE [Consultar]) |     |     |     |     |     |     |